# Трипл-сек
Трипл-сек (ориг. Кюрасао трипл-сек, англ. Curaçao triple sec) — різновид кюрасао, апельсиновий лікер, виготовлений з висушеної шкірки гірких та/або солодких апельсинів.
Трипл-сек можна споживати чистим у ролі дижестиву, або з льодом, проте частіше його використовують як інгредієнт у багатьох коктейлях, таких, як сангрія, маргарита, Камікадзе, Біла леді, Лонг-Айленд, Сайдкар, Скітл-Бомба та Космополітен. 

## Історія
Ґуральня Combier стверджує, що трипл-сек було створено між 1834 та 1848 роками Жаном-Баптистом Комб'є в м. Сомюр (Франція). Однак, Комб'є був більш відомим через свій еліксир Combier, що містив апельсин та багато інших смаків.
В Куантро, з іншого боку, стверджують, що їх апельсиновий лікер було сформульовано у 1849 році.
Трипл-сек став широко відомим до 1878 року: на Всесвітній виставці (1878) в Парижі кілька ґуралень пропонували «Кюрасао трипл-сек» (Curaçao [sic] triple sec), а також Кюрасао Ду (Curaçao doux).

## Трипл-сек у коктейлях
У коктейлях, де в рецепті згадується апельсиновий коктейль у ролі підсолоджувача, часто використовують один з наступних інгредієнтів:
- трипл-сек
- кюрасао
- апельсиновий лікер
- куантро

Ці інгредієнти є взаємозамінними та слугують одній меті, проте кожен з них додає злегка іншого смаку. 
По суті, апельсиновий лікер є груповою назвою. Він позначає лікери, базовим інгредієнтом у процесі дистиляції яких є апельсинові шкірки. Серед різних брендів існують відмінності у тому, які види апельсинів та їх поєднання використовують, який тип спирту входить до напою, та, звичайно, що ще додають в процесі (цукор, трави і т. д.).